# Skæbnetimen
|  | Denne artikel er oprettet af botten PalnaBot ud fra en ekstern database. Den kan derfor have sproglige fejl eller mangler. Denne skabelon kan fjernes efter kontrol af indholdet. |

Skæbnetimen er en kortfilm instrueret af Eva Bjerregaard efter eget manuskript.

## Handling
Primetime-TV konkurrerer benhårdt med Superkanalen. Alle kneb gælder for at vinde seernes gunst. Cecilie er studievært i det populære program "Skæbnetimen" på Primetime-TV, og hun aner et scoop, da hun får en tyrkisk kvinde med i programmet. Cecilie vil give den tyrkiske kvinde chancen for at frigøre sig fra sin fundamentalistiske mand for åben skærm. Men manden bortfører Cecilies hund og går til Superkanalen! Og så raser mediekrigen.